# Genetica van A tot Z
Verwante overzichten zijn:
- Biologie van A tot Z
- Biogeografie van A tot Z
- Ecologie van A tot Z
- Natuur en milieu van A tot Z
- Natuurkunde van A tot Z
- Plantkunde van A tot Z
- Scheikunde van A tot Z

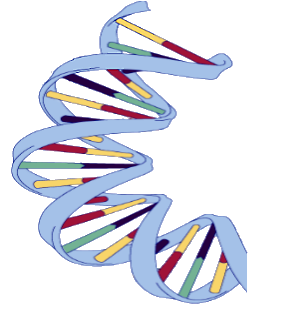
DNA

- Systematiek en taxonomie van A tot Z
- Vegetatiekunde van A tot Z

## 1
1q21.1-proximale deletie en duplicatie - 
1q21.1-copynumbervariaties - 
1q21.1-deletiesyndroom - 
1q21.1-duplicatiesyndroom

## 3
3' UTR

## 5
5' UTR
5'-cap

## A
A-DNA, B-DNA en Z-DNA - 
Aangeboren eigenschap - 
ABCA1 - 
ABCA12 - 
Activator (genetica) - 
Adam's Curse - 
Adenine - 
Adenosine - 
Afstammingsgeschiedenis - 
Allel - 
Alloploïdie - 
Allopolyploïde - 
Allosoom - 
Alternatieve splicing - 
Alu-sequentie - 
Amylopectine-aardappelzetmeel - 
Anafase - 
Aneuploïdie - 
Aneupolyploïdie - 
Antisense-gen - 
Antropogenetica - 
Aptameer - 
Arabinose-operon - 
Atavisme - 
Autoploïdie - 
Autopolyploïde - 
Autosoom

## B
Baby op maat - 
Bananenvlieg - 
Basale clade - 
Basale transcriptiecomplex - 
Basale transcriptiefactoren - 
Basenpaar - 
Basensubstitutie - 
Bastaardering - 
Biblioom - 
Biolistiek - 
Biologische veiligheid - 
Biopiraterij - 
Biotechnologie - 
Blending inheritance - 
BRCA1

## C
Caenorhabditis elegans - 
Cas9 - 
CD14 - 
CDNA - 
Celvrij foetaal DNA - 
Centraal dogma van de moleculaire biologie - 
Centromeer - 
Centrum voor menselijke erfelijkheid - 
Chiasma (genetica) - 
Chimaera (biologie) - 
Chondroom - 
Chromatide - 
Chromatine - 
Chromosomale afwijking - 
Chromosomale mutatie - 
Chromosoom - 
Chromosoom 1 - 
Chromosoom 2 - 
Chromosoom 3 - 
Chromosoom 4 - 
Chromosoom 5 - 
Chromosoom 6 - 
Chromosoom 7 - 
Chromosoom 8 - 
Chromosoom 9 - 
Chromosoom 10 - 
Chromosoom 11 - 
Chromosoom 12 - 
Chromosoom 13 - 
Chromosoom 14 - 
Chromosoom 15 - 
Chromosoom 16 - 
Chromosoom 17 - 
Chromosoom 18 - 
Chromosoom 19 - 
Chromosoom 20 - 
Chromosoom 21 - 
Chromosoom 22 - 
Cis-element - 
Cisgenese - 
CMOAT - 
CNTN2 - 
CNTNAP2 - 
Co-activator - 
Co-activator - 
CO1 - 
Codominantie - 
Codon - 
Congenisch - 
Conjugatie (genetica) - 
Copynumberpolymorfie - 
Copynumbervariaties - 
The Cosmopolitan Chicken Project - 
CpDNA - 
CpG-eiland - 
CREB-bindingseiwit - 
CREB-bindingseiwit - 
CRISPR - 
Crossing-over - 
Cytidine - 
Cytogenetica - 
Cytosine

## D
DamID - 
De novo - 
Degradosoom - 
Deletie (genetica) - 
Desoxyadenosine - 
Desoxycytidine - 
Desoxyguanosine - 
Desoxyribonuclease - 
Desoxyribonucleïnezuur - 
Desoxyribonucleoside - 
Desoxyribose - 
Desoxyuridine - 
Dihaploïde - 
Dikaryon - 
Diploïdie - 
Diploïdisatie - 
DNA-barcoding - 
DNA-DNA-hybridisatie - 
DNA-ladder - 
DNA-ligase - 
DNA-methylering - 
DNA-methyltransferase - 
DNA-microarray - 
DNA-polymerase - 
DNA-primase - 
DNA-schade - 
DNA - 
Domesticatiesyndroom - 
Dominant (genetica) - 
Drager (genetica) - 
DsRNA - 
Dubbele helix - 
DUF1220 - 
Dumbo-oren - 
Duplicatie - 
Dysgenetica

## E
Elektroporatie - 
Embryonale stamcellen - 
Endosymbiotische genoverdracht - 
Enhancer - 
Enkel-nucleotide polymorfie - 
Epigenetica - 
Episoom - 
Epistasie - 
Erfelijkheidsleer -
Erfelijkheid -
Escherichia coli
Eugenetica - 
Euploïdie - 
Eupolyploïdie - 
European Federation for Immunogenetics - 
Exon - 
Exosoom - 
Experiment van Avery, MacLeod en McCarty - 
Experiment van Griffith - 
Expressed sequence tag - 
The Extended Phenotype

## F
Farmacogenetica - 
Fenotype - 
Fenotypische plasticiteit - 
Fibromelanose - 
Fluorescentie-in-situhybridisatie - 
Fomivirsen - 
Fondation Jérôme Lejeune - 
FOX-gen - 
FOXP2 - 
Fractionatie (genetica) - 
Frameshiftmutatie - 
Fylogenie

## G
GapCp - 
GC-gehalte - 
Gedragsgenetica - 
Gen - 
Genconstruct - 
Genenbank - 
Genenbestand - 
Genenpoel - 
Genetic use restriction technology - 
Genetica - 
Genetisch gemodificeerd organisme - 
Genetische associatie - 
Genetische code - 
Genetische counseling - 
Genetische merker - 
Genetische screening - 
Genetische technologie - 
Genetische uitwisseling - 
Genetische variatie - 
Genetische vingerafdruk - 
Genexpressie - 
Genfamilie - 
Genfrequentie - 
Genografie - 
Genomica - 
Genoom - 
Genoommutatie - 
Genoomproject - 
Genotype - 
Genregulatie - 
Geografische isolatie - 
Geslachtschromatine - 
Geslachtschromosoom - 
Gloeivis
GLUT-5 - 
Guanine - 
Guanosine - 
GULO - 
Genetische code

## H
Haplogroep I-M253 - 
Haplogroep R1a1 (Y-DNA) - 
Haplogroep - 
Haploïdie - 
Haplotype - 
HAR1 - 
Hardy-weinbergtheorema - 
Harvard-muis - 
Hayflick-limiet - 
Helicase - 
Helios (transcriptiefactor) - 
HERC2 - 
Heterosis - 
Heterosoom - 
Heterozygoot - 
Hexaploïdie - 
Histon (eiwit) - 
Histon-3'-UTR stamlus - 
Homeobox - 
Homologe chromosomen - 
Homologie (genetica) - 
Homozygoot - 
Horizontale genoverdracht - 
Hoxgen - 
Huidskleur - 
Human accelerated regions - 
Hybridogene polyploïdie

## I
Idiogram - 
Imprinting (genetica) - 
Indel - 
Insertie (chromosomen) - 
Institute for Systems Biology - 
Inteelt - 
Inteeltlijn - 
Intermediair (genetica) - 
Introgressie - 
Intron - 
Inversie (chromosomen) - 
Isochromosoom
Indel - 
Inversie (chromosomen)

## J
Junk-DNA - 

## K
Kandidaatgen - 
Karyogamie - 
Karyotype - 
Kernlis - 
Kiembaan - 
Kilobasepaar - 
Kinetochoor - 
Kleinschalige mutatie - 
Koppelingsfrequentie - 
Kruising tussen mens en chimpansee - 
Kwantitatieve vererving

## L
Lac-onderdrukker - 
Lac-operon - 
Laterale genoverdracht - 
Leesraam - 
Letaal allel - 
Lijst van begrippen uit de genetica - 
Locus (biologie) - 
Long interspersed nuclear element - 
Long terminal repeat

## M
Insertiemutagenese - 
Maternale overerving - 
MatK - 
Menselijkgenoomproject - 
Merkergen - 
Messenger RNA - 
Methylguanine methyltransferase - 
Microchimerisme - 
MicroRNA - 
Microsatelliet - 
Minisatelliet - 
Mitochondriaal DNA - 
Modelorganisme - 
Moleculair klonen - 
Moleculaire genetica - 
Moleculaire klok - 
Monoploïde - 
Monsanto (bedrijf) - 
Morfolino - 
Mr. Green Genes - 
MT-CO1 - 
Musculaire dystrofie - 
Mutagenese - 
Mutant - 
Mutatie (biologie) - 
Myc - 
Myostatine

## N
Nederlandse Biotechnologische Vereniging - 
Niet-coderend RNA - 
NOTCH2NL - 
Nucleïnezuur - 
Nucleobase - 
Nucleoside - 
Nucleosideanalogon - 
Nucleotide

## O
OCA2 - 
Octoploïdie - 
Odd-eyed - 
Okazaki-fragment - 
Oligonucleotide - 
Oncogen - 
Open leesraam - 
Operator (genetica) - 
Operon - 
Ori (genetica)

## P
Paleogenetica - 
Paringstype - 
Paternale overerving - 
Penetrantie - 
Peroxisoomproliferatorgeactiveerde receptor - 
PGLO - 
Philadelphiachromosoom - 
Pilus - 
Plasmide - 
Plasmogamie - 
Plastoom - 
Pleiotropie - 
Ploïdie - 
Ploïdiemutatie - 
Poly-A-polymerase - 
Polyadenylatie - 
Polygenie - 
Polymerase - 
Polymerasekettingreactie - 
Polymorfie (genetica) - 
Polyploide - 
Polyploïdie - 
Populatieflessenhals - 
Populatiegenetica - 
Portugese waterhond - 
Pre-implantatiegenetische diagnostiek - 
Pre-mRNA - 
Primer (genetica) - 
Primosoom - 
Prion - 
Proliferating cell nuclear antigen - 
Promotor (genetica) - 
Proteïne-isovorm - 
Pseudogen - 
Puntmutatie

## R
Ras (eiwit) - 
Rasterverschuiving - 
RbcL - 
Recessief (genetica) - 
Recombinant DNA - 
Recombinatie (genetica) - 
Regulatorgen - 
Relatieve verwantschap tussen volken - 
Repeated sequence (genetica) - 
Replicatie (DNA) - 
Reportergen - 
Repressor - 
Restrictie-enzym - 
Retroelement - 
Retrotransposon - 
Reverse-transcriptase - 
Reverse-transcriptie - 
Rho-onafhankelijke transcriptie-terminatie - 
Rhofactor - 
Ribonuclease - 
Ribonucleïnezuur - 
Ribonucleoside - 
Ribosomaal RNA - 
Riboswitch - 
Ribozym - 
RNA-interferentie - 
RNA-polymerase I - 
RNA-polymerase II - 
RNA-polymerase III - 
RNA-polymerase IV - 
RNA-polymerase V - 
RNA-polymerase

## S
Satelliet-DNA - 
Schildpadkat - 
Segmentmutatie - 
Segmentmutatie - 
The Selfish Gene - 
Sequencing - 
Sequentie (biologie) - 
Séralini-affaire - 
Shine-Dalgarnosequentie - 
Shine-Dalgarnosequentie - 
Short interspersed nuclear element - 
Short tandem repeat - 
Sigmafactor - 
Silencer - 
Small interfering RNA - 
Small interfering RNA - 
SnoRNA - 
SnRNP - 
Spacer DNA - 
Spliceosoom - 
Splicing - 
Spoelfiguur - 
Springend gen - 
SRY-gen - 
Stamcel - 
Startcodon - 
Stavudine - 
Stichtereffect - 
Stopcodon - 
Subgenomisch mRNA - 
Syndroom van Down - 
Syndroom van Phelan-McDermid - 
Synthetische biologie

## T
TATA-bindingsproteïne - 
TATA-box - 
Telbivudine - 
Telomeer - 
Terminator (genetica) - 
Tetraploïdie - 
Thymidine - 
Thymine - 
Ti-plasmide - 
TILLING - 
TmRNA - 
Toxicogenomica - 
Transcriptie (biologie) - 
Transcriptie-terminatiesequentie - 
Transcriptiefactor - 
Transcriptoom - 
Transductie (genetica) - 
Transfer RNA - 
Transformatie (genetica) - 
Transgeen organisme - 
Translatie (biologie) - 
Translocatie - 
Triple gene block - 
Triplet (genetica) - 
Triploïdie - 
Trisomie 8 - 
Trisomie - 
TrnG-R - 
Tumorsuppressorgen

## U
Uitgebreide genetische code - 
Uracil - 
Uridine

## V
Vaderschapsonderzoek - 
Variabel aantal tandemherhalingen - 
Vererving van kleur en tekening bij kippen - 
Verwantschapsonderzoek - 
Vierkant van Punnett - 
Vogelsteinmodel - 
Volwassen stamcel

## W
Syndroom van Werner - 
Weismannbarrière - 
Wet van Hardy-Weinberg - 
Wetten van Mendel - 
Whole genome duplication - 
Wijsvinger-ringvinger-index

## X
X-chromosoom - 
Xanthine

## Y
Y-chromosoom

## Z
Zebravis